# Lopadorrhynchus uncinatus
Lopadorrhynchus uncinatus är en ringmaskart som beskrevs av Fauvel 1915. Enligt Catalogue of Life ingår Lopadorrhynchus uncinatus i släktet Lopadorrhynchus och familjen Lopadorrhynchidae, men enligt Dyntaxa är tillhörigheten istället släktet Lopadorrhynchus och familjen Lopadorhynchidae. Arten har ej påträffats i Sverige. Inga underarter finns listade i Catalogue of Life.